# Mahendra Adarsha
Mahendra Adarsha (en népalais : महेन्द्र आर्दश) est un comité de développement villageois du Népal situé dans le district de Bara. Au recensement de 2011, il comptait 5 153 habitants.